# Danh sách đĩa nhạc của Girls' Generation
Nhóm nhạc nữ Hàn Quốc Girls' Generation đã phát hành 10 album phòng thu (4 trong số đó đã được tái bản dưới tên khác), 2 album trực tiếp, 4 mini-album và 28 đĩa đơn. Tính đến tháng 11 năm 2012, nhóm đã bán được trên 4,4 triệu album và 30 triệu bài hát nhạc số. Tại Hàn Quốc, nhóm đã bán được trên 1,74 triệu album tính đến tháng 12 năm 2014, còn tại Nhật Bản, nhóm đã bán được trên 3,48 triệu đĩa nhạc, trong đó có 945.000 đĩa đơn vật lý và 1,9 triệu album, tính đến tháng 1 năm 2017.
Girls' Generation ra mắt công chúng vào tháng 8 năm 2007 với đĩa đơn "Into the New World" và album phòng thu đầu tay Girls' Generation. Album này đã được tái phát hành với tên gọi Baby Baby vào năm 2008 và có tất cả ba đĩa đơn: "Girls' Generation", "Kissing You" và "Baby Baby". Năm 2009, nhóm phát hành hai mini-album: Gee và Tell Me Your Wish (Genie). Đĩa đơn "Gee" là bài hát bán chạy nhất năm 2009 tại Hàn Quốc. Năm 2010, Girls' Generation phát hành album phòng thu thứ hai Oh!, phiên bản tái phát hành của nó Run Devil Run và mini-album thứ ba Hoot. Cả ba album đều đạt vị trí cao nhất trên bảng xếp hạng album trong nước và nằm trong số những album bán chạy nhất năm 2010 tại Hàn Quốc. Các đĩa đơn từ ba album này—"Oh!", "Run Devil Run" và "Hoot"—cũng đều đạt vị trí thứ nhất trên bảng xếp hạng nhạc số Hàn Quốc.
Girls' Generation ra mắt tại thị trường âm nhạc Nhật Bản với phiên bản tiếng Nhật của "Tell Me Your Wish (Genie)" và "Gee". "Gee" là bài hát của một nhóm nhạc nữ nước ngoài tại châu Á đầu tiên đạt vị trí thứ nhất trên bảng xếp hạng đĩa đơn hàng ngày của Oricon. Album phòng thu tiếng Nhật đầu tay của nhóm, Girls' Generation đã được Hiệp hội Công nghiệp Ghi âm Nhật Bản (RIAJ) chứng nhận là đã bán được trên 1 triệu bản và trở thành album của một nhóm nhạc nữ Hàn Quốc bán chạy nhất từ trước đến nay tại Nhật Bản. Bài hát nguyên bản tiếng Nhật đầu tiên của nhóm "Mr. Taxi" đạt vị trí thứ nhất trên bảng xếp hạng Japan Hot 100. Album phòng thu tiếng Hàn thứ ba của nhóm, The Boys (2011) là album bán chạy nhất năm 2011 tại Hàn Quốc. Bài hát chủ đề cùng tên của album cũng đạt vị trí thứ nhất trên bảng xếp hạng nhạc số.
Album phòng thu tiếng Nhật thứ hai của Girls' Generation, Girls & Peace (2012), đã được RIAJ chứng nhận đĩa Bạch kim. Album có tất cả ba đĩa đơn: phiên bản tiếng Nhật của "Oh!", "Paparazzi" và "Flower Power". Album phòng thu tiếng Hàn thứ tư của nhóm, I Got a Boy (2013) đã đạt vị trí cao nhất xếp hạng album tại Hàn Quốc. Album có hai đĩa đơn bao gồm "Dancing Queen" và bài hát chủ đề "I Got a Boy" - cả hai đều đứng đầu bảng xếp hạng nhạc số. Album phòng thu tiếng Nhật thứ ba của nhóm, Love & Peace (2013) cũng đạt vị trí số 1 tại Nhật Bản, và có ba đĩa đơn "Love & Girls", "Galaxy Supernova" và "My Oh My". Mini-album thứ tư của nhóm Mr.Mr. và bài hát chủ đề cùng tên được phát hành vào năm 2014 - cả 2 đều đứng đầu bảng xếp hạng album và nhạc số tại Hàn Quốc.
Album tuyển tập The Best (2014) đã giúp Girls' Generation trở thành nhóm nhạc nữ Hàn Quốc đầu tiên có 3 album đứng đầu bảng xếp hạng album tại Nhật Bản. Tháng 4 năm 2015, nhóm phát hành đĩa đơn "Catch Me If You Can", bài hát đầu tiên kể từ khi thành viên Jessica rời nhóm. Album phòng thu tiếng Hàn thứ năm của nhóm Lion Heart (2015) tiếp tục đứng đầu bảng xếp hạng album Hàn Quốc và có tất cả ba đĩa đơn: "Party", "Lion Heart" và "You Think". Album phòng thu tiếng Hàn thứ sáu của Girls' Generation, Holiday Night, được phát hành vào năm 2017 để kỉ niệm 10 năm hoạt động của nhóm. Album đạt vị trí thứ hai trên bảng xếp hạng album Hàn Quốc và có hai đĩa đơn: "All Night" và "Holiday". Năm 2022, nhóm ra mắt album phòng thu thứ bảy trong sự nghiệp, Forever 1, nhằm đánh dấu kỷ niệm 15 năm hoạt động của nhóm. Album đạt vị trí thứ hai trên bảng xếp hạng album Hàn Quốc với đĩa đơn chủ đạo "Forever 1".

## Album

### Album phòng thu
| Album                                                                                   | Thông tin | Vị trí xếp hạng cao nhất | Vị trí xếp hạng cao nhất | Vị trí xếp hạng cao nhất | Vị trí xếp hạng cao nhất | Vị trí xếp hạng cao nhất | Vị trí xếp hạng cao nhất | Vị trí xếp hạng cao nhất | Doanh số                                             | Chứng nhận       |           |
| Album                                                                                   | Thông tin | HQ                       | NB                       | Pháp                     | TBN                      | ĐL                       | Mỹ Heat                  | Mỹ World                 | Doanh số                                             | Chứng nhận       |           |
| Tiếng Hàn                                                                               | Tiếng Hàn | Tiếng Hàn                | Tiếng Hàn                | Tiếng Hàn                | Tiếng Hàn                | Tiếng Hàn                | Tiếng Hàn                | Tiếng Hàn                | Tiếng Hàn                                            | Tiếng Hàn        | Tiếng Hàn |
| --------------------------------------------------------------------------------------- | --- | ------------------------ | ------------------------ | ------------------------ | ------------------------ | ------------------------ | ------------------------ | ------------------------ | ---------------------------------------------------- | ---------------- | --------- |
| Girls' Generation                                                                       | - Ngày phát hành: 1 tháng 11 năm 2007 - Tái bản (Baby Baby): 13 tháng 3 năm 2008 - Hãng đĩa: SM Entertainment - Định dạng: CD, tải về                                      | —                        | —                        | —                        | —                        | —                        | —                        | —                        | - HQ: 268.292                                        |                  |           |
| Oh!                                                                                     | - Ngày phát hành: 28 tháng 1 năm 2010 - Tái bản (Run Devil Run): 22 tháng 3, 2010 - Hãng đĩa: SM Entertainment - Định dạng: CD, tải về                                     | 1                        | 54                       | —                        | —                        | 2                        | —                        | —                        | - HQ: 503.804 - NB: 36.069 - ĐL: 37,000              |                  |           |
| The Boys                                                                                | - Ngày hát hành: 19 tháng 10 năm 2011 - Tái bản (Mr. Taxi): 8 tháng 12 năm 2011 - Hãng đĩa: SM Entertainment, Interscope, Polydor, Universal Music - Định dạng: CD, tải về | 1                        | 2                        | 130                      | 64                       | 3                        | 17                       | 2                        | - HQ: 470.254 - NB: 140.872 - Mỹ: 1.000 - ĐL: 35.000 |                  |           |
| I Got a Boy                                                                             | - Ngày phát hành: 1 tháng 1 năm 2013 - Hãng đĩa: SM Entertaiment - Định dạng: CD, tải về                                                                                   | 1                        | 7                        | —                        | —                        | 3                        | 2                        | 1                        | - HQ: 311.334 - NB: 53.563 - Mỹ: 3,000 - ĐL: 18,000  |                  |           |
| Lion Heart                                                                              | - Ngày phát hành: 19 tháng 8 năm 2015 - Tái bản (You Think): 2 tháng 9 năm 2015 - Hãng đĩa: SM Entertainment - Định dạng: CD, tải về                                       | 1                        | 11                       | —                        | —                        | 3                        | 7                        | 1                        | - HQ: 151.295 - NB: 20.011 - Mỹ: 1.000               |                  |           |
| Holiday Night                                                                           | - Ngày phát hành: 7 tháng 8 năm 2017 - Hãng đĩa: SM Entertainment - Định dạng: CD, tải về                                                                                  | 2                        | 16                       | —                        | —                        | —                        | 5                        | 1                        | - HQ: 189.382 - NB: 11.055 - Mỹ: 2.000               |                  |           |
| Forever 1                                                                               | - Phát hành: 5 tháng 8 năm 2022 - Hãng đĩa: SM Entertainment - Định dạng: CD, tải về, phát trực tiếp                                                                       | 2                        | 14                       | —                        | —                        | —                        | 16                       | —                        | - HQ: 198,042 - NB: 4,286                            |                  |           |
| Tiếng Nhật                                                                              | |                          |                          |                          |                          |                          |                          |                          |                                                      |                  |           |
| Girls' Generation                                                                       | - Ngày phát hành: 1 tháng 6 năm 2011 - Tái bản (The Boys): 28 tháng 12 năm 2011 - Hãng đĩa: Nayutawave - Định dạng: CD, tải về                                             | —                        | 1                        | —                        | —                        | 1                        | —                        | —                        | - NB: 872.401 - HQ: 11.937                           | - RIAJ: 1 triệu  |           |
| Girls & Peace                                                                           | - Ngày phát hành: 28 tháng 11 năm 2012 - Hãng đĩa: Nayutawave, Universal Music - Định dạng: CD, tải về                                                                     | —                        | 3                        | —                        | —                        | 11                       | —                        | —                        | - NB: 204.180 - HQ: 1.600                            | - RIAJ: Bạch kim |           |
| Love & Peace                                                                            | - Ngày phát hành: 10 tháng 12 năm 2013 - Hãng đĩa: Nayutawave, Universal Music - Định dạng: CD, tải về                                                                     | —                        | 1                        | —                        | —                        | —                        | —                        | —                        | - NB: 170.898 - HQ: 1.700                            | - RIAJ: Vàng     |           |
| "—" cho biết album không lọt vào bảng xếp hạng hoặc không được phát hành ở khu vực này. | |                          |                          |                          |                          |                          |                          |                          |                                                      |                  |           |

### Mini-album
| Album                                                                                   | Thông tin                                                                                               | Thứ hạng cao nhất | Thứ hạng cao nhất | Thứ hạng cao nhất | Thứ hạng cao nhất | Thứ hạng cao nhất | Doanh số                               | Chứng nhận |
| Album                                                                                   | Thông tin                                                                                               | HQ                | NB                | ĐL                | Mỹ                | Mỹ World          | Doanh số                               | Chứng nhận |
| --------------------------------------------------------------------------------------- | --- | ----------------- | ----------------- | ----------------- | ----------------- | ----------------- | -------------------------------------- | ---------- |
| Gee                                                                                     | - Ngày phát hành: 7 tháng 1 năm 2009 - Hãng đĩa: SM Entertainment - Định dạng: CD, tải về               | —                 | —                 | —                 | —                 | —                 | - HQ: 100.000                          |            |
| Tell Me Your Wish (Genie)                                                               | - Ngày phát hành: 29 tháng 6 năm 2009 - Hãng đĩa: SM Entertainment - Định dạng: CD, tải về              | —                 | —                 | 8                 | —                 | —                 | - HQ: 200.000                          |            |
| Hoot                                                                                    | - Ngày phát hành: 28 tháng 10 năm 2010 - Hãng đĩa: SM Entertainment, Nayutawave - Định dạng: CD, tải về | 1                 | 2                 | 9                 | —                 | —                 | - HQ: 192.375 - NB: 148.761            | RIAJ: Vàng |
| Mr.Mr.                                                                                  | - Ngày phát hành: 24 tháng 2 năm 2014 - Hãng đĩa: SM Entertainment - Định dạng: CD, tải về              | 1                 | 11                | 4                 | 110               | 3                 | - HQ: 164.116 - NB: 22.521 - Mỹ: 3.000 |            |
| "—" cho biết album không lọt vào bảng xếp hạng hoặc không được phát hành ở khu vực này. | |                   |                   |                   |                   |                   |                                        |            |

### Album trực tiếp
| Album                       | Thông tin                                                                                   | Thứ hạng cao nhất | Doanh số                 |
| Album                       | Thông tin                                                                                   | HQ                | Doanh số                 |
| --------------------------- | ------------------------------------------------------------------------------------------- | ----------------- | ------------------------ |
| Into the New World          | - Ngày phát hành: 30 tháng 12 năm 2010 - Hãng đĩa: SM Entertainment - Định dạng: CD, tải về | 1                 | - HQ: 135.765            |
| 2011 Girls' Generation Tour | - Ngày phát hành: 11 tháng 4 năm 2013 - Hãng đĩa: SM Entertainment - Định dạng: CD, tải về  | 1                 | - HQ: 21.499 - NB: 4.846 |

### Album tuyển tập
| Album                                                                                     | Thông tin | Thứ hạng cao nhất | Thứ hạng cao nhất | Doanh số      | Chứng nhận   |
| Album                                                                                     | Thông tin | NB                | ĐL                | Doanh số      | Chứng nhận   |
| ----------------------------------------------------------------------------------------- | --- | ----------------- | ----------------- | ------------- | ------------ |
| Best Selection Non Stop Mix                                                               | - Ngày phát hành: 20 tháng 3 năm 2013 - Hãng đĩa: Nayutawave - Định dạng: CD, tải về                                                                      | 6                 | —                 | - NB: 24.583  |              |
| The Best                                                                                  | - Ngày phát hành: 23 tháng 7 năm 2014 - Tái phát hành (The Best: New Edition): 10 tháng 10 năm 2014 - Hãng đĩa: EMI Records Japan - Định dạng: CD, tải về | 1                 | 4                 | - NB: 182.765 | - RIAJ: Vàng |
| "—" cho biết album không lọt vào bảng xếp hạng hoặc không được phát hành tại khu vực này. | |                   |                   |               |              |

### Album video
| Album                                                  | Thông tin | Thứ hạng cao nhất | Doanh số                   | Chứng nhận   |
| Album                                                  | Thông tin | NB                | Doanh số                   | Chứng nhận   |
| ------------------------------------------------------ | --- | ----------------- | -------------------------- | ------------ |
| Girls in Tokyo                                         | - Ngày phát hành: 18 tháng 6 năm 2010 - Ngôn ngữ: Tiếng Hàn - Hãng đĩa: SM Entertainment, Universal Music Japan - Định dạng: DVD                                 | —                 |                            |              |
| New Beginning of Girls' Generation                     | - Ngày phát hành: 11 tháng 8 năm 2010 - Ngôn ngữ: Tiếng Hàn - Hãng đĩa: SM Entertainment, Universal Music Japan - Định dạng: DVD                                 | 3                 | - NB: 161.960              | - RIAJ: Vàng |
| All About Girls' Generation: Paradise in Phuket        | - Ngày phát hành: 29 tháng 6 năm 2011 - Ngôn ngữ: Tiếng Hàn, tiếng Anh - Hãng đĩa: SM Entertainment - Định dạng: DVD                                             | 101               |                            |              |
| The 1st Asia Tour: Into the New World                  | - Ngày phát hành: 17 tháng 8 năm 2011 - Ngôn ngữ: Tiếng Hàn - Hãng đĩa: SM Entertainment - Định dạng: DVD                                                        | 1                 | - HQ: 101,312 - NB: 20.760 |              |
| First Japan Tour                                       | - Ngày phát hành: 14 tháng 12 năm 2011 - Ngôn ngữ: Tiếng Nhật - Hãng đĩa: SM Entertainment, Universal Music Japan - Định dạng: DVD, Blu-ray                      | 1                 | - NB: 211.988              | - RIAJ: Vàng |
| Girls' Generation Complete Video Collection            | - Ngày phát hành: 26 tháng 9 năm 2012 - Ngôn ngữ: Tiếng Hàn, tiếng Nhật, tiếng Anh - Hãng đĩa: SM Entertainment, Universal Music Japan - Định dạng: DVD, Blu-ray | 1                 | - NB: 88.620               | - RIAJ: Vàng |
| 2011 Girls' Generation Tour                            | - Ngày phát hành: 30 tháng 11 năm 2012 - Ngôn ngữ: Tiếng Hàn, tiếng Anh - Hãng đĩa: SM Entertainment - Định dạng: DVD                                            | —                 |                            |              |
| Girls & Peace: 2nd Japan Tour                          | - Ngày phát hành: 18 tháng 9 năm 2013 - Ngôn ngữ: Tiếng Nhật - Hãng đĩa: SM Entertainment, Universal Music Japan - Định dạng: DVD, Blu-ray                       | 1                 | - NB: 72.468               |              |
| Girls' Generation in Las Vegas                         | - Ngày phát hành: 27 tháng 8 năm 2014 - Ngôn ngữ: Tiếng Hàn, tiếng Anh - Hãng đĩa: SM Entertainment - Định dạng: DVD                                             | —                 |                            |              |
| Love & Peace: 3rd Japan Tour                           | - Ngày phát hành: 24 tháng 12 năm 2014 - Ngôn ngữ: Tiếng Nhật - Hãng đĩa: SM Entertainment, Universal Music Japan - Định dạng: DVD, Blu-ray                      | 2                 | - NB: 47.152               |              |
| Girls' Generation – World Tour: Girls & Peace in Seoul | - Ngày phát hành: 30 tháng 3 năm 2015 - Ngôn ngữ: Tiếng Hàn, tiếng Nhật, tiếng Trung - Hãng đĩa: SM Entertainment - Định dạng: DVD                               | —                 |                            |              |
| The Best Live at Tokyo Dome                            | - Ngày phát hành: ngày 1 tháng 4 năm 2015 - Ngôn ngữ: Tiếng Nhật - Hãng đĩa: SM Entertainment, Universal Music Japan - Định dạng: DVD, Blu-ray                   | 1                 | - NB: 35.933               |              |
| Girls' Generation Phantasia in Japan                   | - Ngày phát hành: 4 tháng 5 năm 2016 - Ngôn ngữ: Tiếng Nhật - Hãng đĩa: SM Entertainment, Universal Music Japan - Định dạng: DVD, Blu-ray                        | 1                 | - NB: 19.707               |              |
| Girls' Generation 4th Tour 'Phantasia' in Seoul        | - Ngày phát hành: 30 tháng 5, 2017 (HQ) - Ngôn ngữ: tiếng Hàn - Hãng đĩa: SM Entertainment - Định dạng: DVD, Blu-ray                                             | —                 |                            |              |
| "—" cho biết album không lọt vào bảng xếp hạng.        | |                   |                            |              |

## Đĩa đơn
| Tên                                                                                     | Năm       | Thứ hạng cao nhất | Thứ hạng cao nhất | Thứ hạng cao nhất | Thứ hạng cao nhất | Thứ hạng cao nhất | Thứ hạng cao nhất | Thứ hạng cao nhất | Doanh số                   | Chứng nhận | Album                         |
| Tên                                                                                     | Năm       | HQ Gaon           | HQ Hot 100        | NB Oricon         | NB Hot 100        | NB RIAJ           | ĐL                | Mỹ World          | Doanh số                   | Chứng nhận | Album                         |
| Tiếng Hàn                                                                               | Tiếng Hàn | Tiếng Hàn         | Tiếng Hàn         | Tiếng Hàn         | Tiếng Hàn         | Tiếng Hàn         | Tiếng Hàn         | Tiếng Hàn         | Tiếng Hàn                  | Tiếng Hàn | Tiếng Hàn                     |
| --------------------------------------------------------------------------------------- | --------- | ----------------- | ----------------- | ----------------- | ----------------- | ----------------- | ----------------- | ----------------- | -------------------------- | --- | ----------------------------- |
| "Into the New World"                                                                    | 2007      | —                 | —                 | —                 | —                 | —                 | —                 | —                 | - HQ: 44.800               | | Girls' Generation             |
| "Girls' Generation"                                                                     | 2007      | —                 | —                 | —                 | —                 | —                 | —                 | —                 |                            | | Girls' Generation             |
| "Kissing You"                                                                           | 2008      | —                 | —                 | —                 | —                 | —                 | —                 | —                 |                            | | Girls' Generation             |
| "Baby Baby"                                                                             | 2008      | —                 | —                 | —                 | —                 | —                 | —                 | —                 |                            | | Girls' Generation             |
| "Gee"                                                                                   | 2009      | —                 | —                 | —                 | —                 | —                 | —                 | —                 | - Mỹ: 80.000               | | Gee                           |
| "Tell Me Your Wish (Genie)"                                                             | 2009      | —                 | —                 | —                 | —                 | —                 | —                 | —                 |                            | | Tell Me Your Wish (Genie)     |
| "Oh!"                                                                                   | 2010      | 1                 | —                 | —                 | —                 | —                 | —                 | —                 | - HQ: 3.317.000            | | Oh!                           |
| "Run Devil Run"                                                                         | 2010      | 1                 | —                 | —                 | —                 | —                 | —                 | —                 | - HQ: 2.172.000            | | Oh!                           |
| "Hoot"                                                                                  | 2010      | 1                 | —                 | —                 | —                 | —                 | —                 | —                 | - HQ: 2.138.000            | | Hoot                          |
| "The Boys"                                                                              | 2011      | 1                 | 1                 | —                 | 12                | —                 | —                 | —                 | - HQ: 3.623.000            | | The Boys                      |
| "Mr.Taxi" (phiên bản tiếng Hàn)                                                         | 2011      | 9                 | —                 | —                 | —                 | —                 | —                 | —                 | - HQ: 1.534.000            | | The Boys                      |
| "Dancing Queen"                                                                         | 2012      | 1                 | 2                 | —                 | —                 | —                 | —                 | 5                 | - HQ: 1.025.000            | | I Got a Boy                   |
| "I Got a Boy"                                                                           | 2013      | 1                 | 1                 | —                 | 98                | —                 | —                 | 3                 | - HQ: 1.355.000            | | I Got a Boy                   |
| "Mr.Mr."                                                                                | 2014      | 1                 | 3                 | —                 | —                 | —                 | —                 | 4                 | - HQ: 910.000              | | Mr.Mr.                        |
| "Catch Me If You Can"                                                                   | 2015      | 19                | —                 | —                 | —                 | —                 | —                 | 2                 | - HQ: 135.000              | | Đĩa đơn không nằm trong album |
| "Party"                                                                                 | 2015      | 1                 | —                 | —                 | 10                | —                 | —                 | 4                 | - HQ: 844.000              | | Lion Heart                    |
| "Lion Heart"                                                                            | 2015      | 4                 | —                 | —                 | 49                | —                 | —                 | 3                 | - HQ: 912.000              | | Lion Heart                    |
| "You Think"                                                                             | 2015      | 30                | —                 | —                 | —                 | —                 | —                 | 3                 | - HQ: 112.000              | | Lion Heart                    |
| "Sailing (0805)"                                                                        | 2016      | 13                | —                 | —                 | —                 | —                 | —                 | 6                 | - HQ: 171.000              | | SM Station Season 1           |
| "All Night"                                                                             | 2017      | 32                | —                 | —                 | —                 | —                 | —                 | 5                 | - HQ: 150.000              | | Holiday Night                 |
| "Holiday"                                                                               | 2017      | 12                | —                 | —                 | 32                | —                 | —                 | 6                 | - HQ: 385.000              | | Holiday Night                 |
| "Forever 1"                                                                             | 2022      | TBA               | TBA               | TBA               | TBA               | TBA               | TBA               | TBA               | TBA                        | | Forever 1                     |
| Tiếng Nhật                                                                              |           |                   |                   |                   |                   |                   |                   |                   |                            | |                               |
| "Genie"                                                                                 | 2010      | 2                 | —                 | 4                 | 4                 | 8                 | —                 | —                 | - NB: 151.000 - HQ: 12.000 | - RIAJ: Vàng - Bạch kim (Chaku-Uta full) - Bạch kim (tải về trên PC)                                                       | Girls' Generation             |
| "Gee"                                                                                   | 2010      | 3                 | —                 | 2                 | 2                 | 1                 | —                 | —                 | - NB: 206.000 - HQ: 11.000 | - RIAJ: Vàng - 1 triệu (single track) - 3× Bạch kim (Chaku-Uta full) - 2× Bạch kim (Chaku-Uta) - Bạch kim (tải về trên PC) | Girls' Generation             |
| "Mr. Taxi"                                                                              | 2011      | 1                 | —                 | 2                 | 1                 | 5                 | 3                 | 12                | - NB: 174.000 - HQ: 13.000 | - RIAJ: Vàng - 1 triệu (single track) - 2× Bạch kim (Chaku-Uta full) - 2× Bạch kim (Chaku-Uta) - Bạch kim (tải về trên PC) | Girls' Generation             |
| "Run Devil Run"                                                                         | 2011      | 1                 | —                 | 2                 | 19                | 4                 | 3                 | —                 | - NB: 174.000 - HQ: 13.000 | - RIAJ: Vàng(Chaku-Uta full)                                                                                               | Girls' Generation             |
| "Paparazzi"                                                                             | 2012      | 1                 | —                 | 2                 | 1                 | 2                 | —                 | 20                | - NB: 136.000 - HQ: 15.000 | - RIAJ: Vàng - Vàng (tải về trên PC)                                                                                       | Girls & Peace                 |
| "Oh!"                                                                                   | 2012      | —                 | —                 | 1                 | 1                 | —                 | —                 | —                 | - NB: 85.000               | - RIAJ: Vàng - Vàng (single track)                                                                                         | Girls & Peace                 |
| "Flower Power"                                                                          | 2012      | —                 | —                 | 5                 | 6                 | —                 | —                 | —                 |                            | | Girls & Peace                 |
| "Love & Girls"                                                                          | 2013      | 165               | —                 | 4                 | 3                 | —                 | 15                | —                 |                            | | Love & Peace                  |
| "Galaxy Supernova"                                                                      | 2013      | —                 | —                 | 3                 | 4                 | —                 | —                 | —                 | - NB: 70.000               | - RIAJ: Vàng (single track)                                                                                                | Love & Peace                  |
| "Catch Me If You Can"                                                                   | 2015      | —                 | —                 | 8                 | 9                 | —                 | 1                 | —                 |                            | | Đĩa đơn không nằm trong album |
| Tiếng Anh                                                                               |           |                   |                   |                   |                   |                   |                   |                   |                            | |                               |
| "The Boys"                                                                              | 2011      | 62                | 85                | —                 | —                 | —                 | —                 | —                 | - Mỹ: 21.000 - HQ: 131.294 | | The Boys                      |
| "—" cho biết album không lọt vào bảng xếp hạng hoặc không được phát hành ở khu vực này. |           |                   |                   |                   |                   |                   |                   |                   |                            | |                               |

### Đĩa đơn quảng bá
| Tên                                                                                     | Năm  | Thứ hạng cao nhất | Thứ hạng cao nhất | Album                         |
| Tên                                                                                     | Năm  | HQ Gaon           | NB Hot 100        | Album                         |
| --------------------------------------------------------------------------------------- | ---- | ----------------- | ----------------- | ----------------------------- |
| "Haptic Motion"                                                                         | 2008 | —                 | —                 | Đĩa đơn không nằm trong album |
| "It's Fantastic"                                                                        | 2008 | —                 | —                 | Đĩa đơn không nằm trong album |
| "I Can't Bear It Anymore" (Bear song)                                                   | 2008 | —                 | —                 | Đĩa đơn không nằm trong album |
| "Holding Your Hand" (với nhiều nghệ sĩ)                                                 | 2008 | —                 | —                 | Đĩa đơn không nằm trong album |
| "HaHaHa"                                                                                | 2009 | —                 | —                 | Đĩa đơn không nằm trong album |
| "Seoul" (với Super Junior)                                                              | 2009 | —                 | —                 | Đĩa đơn không nằm trong album |
| "Bogeul Bogeul Song"                                                                    | 2009 | —                 | —                 | Đĩa đơn không nằm trong album |
| "Chocolate Love" (phiên bản Retro Pop)                                                  | 2009 | 178               | —                 | Đĩa đơn không nằm trong album |
| "Goobne Song"                                                                           | 2009 | —                 | —                 | Đĩa đơn không nằm trong album |
| "Cabi" (với 2PM)                                                                        | 2010 | 35                | —                 | Đĩa đơn không nằm trong album |
| "LaLaLa" (MBC Voting Song)                                                              | 2010 | —                 | —                 | Đĩa đơn không nằm trong album |
| "Hey Cooky!"                                                                            | 2010 | —                 | —                 | Đĩa đơn không nằm trong album |
| "My Friend Haechi"                                                                      | 2010 | —                 | —                 | My Friend Haechi              |
| "Visual Dreams"                                                                         | 2011 | 32                | —                 | Đĩa đơn không nằm trong album |
| "Time Machine"                                                                          | 2012 | —                 | 14                | Girls' Generation (2011)      |
| "My Oh My"                                                                              | 2013 | 149               | —                 | Love & Peace                  |
| "Indestructible"                                                                        | 2014 | —                 | 89                | The Best                      |
| "Divine"                                                                                | 2014 | —                 | —                 | The Best                      |
| "—" cho biết album không lọt vào bảng xếp hạng hoặc không được phát hành ở khu vực này. |      |                   |                   |                               |

## Bài hát lọt vào bảng xếp hạng khác
| Tên                                                                                         | Năm       | Thứ hạng cao nhất | Thứ hạng cao nhất | Thứ hạng cao nhất | Thứ hạng cao nhất | Doanh số        | Album                         |
| Tên                                                                                         | Năm       | HQ Gaon           | HQ Hot 100        | NB Hot 100        | Mỹ World          | Doanh số        | Album                         |
| Tiếng Hàn                                                                                   | Tiếng Hàn | Tiếng Hàn         | Tiếng Hàn         | Tiếng Hàn         | Tiếng Hàn         | Tiếng Hàn       | Tiếng Hàn                     |
| ------------------------------------------------------------------------------------------- | --------- | ----------------- | ----------------- | ----------------- | ----------------- | --------------- | ----------------------------- |
| "Show! Show! Show!"                                                                         | 2010      | 14                | —                 | —                 | —                 | - HQ: 1.020.000 | Oh!                           |
| "Sweet Talking Baby"                                                                        | 2010      | 23                | —                 | —                 | —                 |                 | Oh!                           |
| "Forever"                                                                                   | 2010      | 24                | —                 | —                 | —                 |                 | Oh!                           |
| "Be Happy"                                                                                  | 2010      | 26                | —                 | —                 | —                 |                 | Oh!                           |
| "Boys & Girls" (hợp tác với Key của Shinee)                                                 | 2010      | 25                | —                 | —                 | —                 |                 | Oh!                           |
| "Talk to Me"                                                                                | 2010      | 28                | —                 | —                 | —                 |                 | Oh!                           |
| "Star Star Star"                                                                            | 2010      | 7                 | —                 | —                 | —                 | - HQ: 1.480.000 | Oh!                           |
| "Stick Wit U"                                                                               | 2010      | 31                | —                 | —                 | —                 |                 | Oh!                           |
| "Day By Day"                                                                                | 2010      | 27                | —                 | —                 | —                 |                 | Oh!                           |
| "Echo"                                                                                      | 2010      | 17                | —                 | —                 | —                 |                 | Oh!                           |
| "Mistake"                                                                                   | 2010      | 40                | —                 | —                 | —                 |                 | Hoot                          |
| "My Best Friend"                                                                            | 2010      | 55                | —                 | —                 | —                 |                 | Hoot                          |
| "Wake Up"                                                                                   | 2010      | 75                | —                 | —                 | —                 |                 | Hoot                          |
| "Snowy Wish"                                                                                | 2010      | 42                | —                 | —                 | —                 |                 | Hoot                          |
| "Telepathy"                                                                                 | 2011      | 23                | 26                | —                 | —                 | - HQ: 467.930   | The Boys                      |
| "Say Yes"                                                                                   | 2011      | 31                | 37                | —                 | —                 | - HQ: 377.854   | The Boys                      |
| "Trick"                                                                                     | 2011      | 24                | 33                | —                 | —                 | - HQ: 423.729   | The Boys                      |
| "How Great Is Your Love"                                                                    | 2011      | 27                | 31                | —                 | —                 | - HQ: 427.250   | The Boys                      |
| "My J"                                                                                      | 2011      | 44                | 61                | —                 | —                 | - HQ: 266.318   | The Boys                      |
| "Oscar"                                                                                     | 2011      | 42                | 72                | —                 | —                 | - HQ: 262.048   | The Boys                      |
| "Top Secret"                                                                                | 2011      | 37                | 46                | —                 | —                 | - HQ: 360.954   | The Boys                      |
| "Lazy Girl (Dolce Far Niente)"                                                              | 2011      | 43                | 71                | —                 | —                 | - HQ: 260.423   | The Boys                      |
| "Sunflower"                                                                                 | 2011      | 41                | 67                | —                 | —                 | - HQ: 263.055   | The Boys                      |
| "Vitamin"                                                                                   | 2011      | 35                | 41                | —                 | —                 | - HQ: 375.067   | The Boys                      |
| "Baby Maybe"                                                                                | 2013      | 21                | 29                | —                 | —                 | - HQ: 196.401   | I Got a Boy                   |
| "Talk Talk"                                                                                 | 2013      | 28                | 49                | —                 | 18                | - HQ: 147.315   | I Got a Boy                   |
| "Promise"                                                                                   | 2013      | 31                | 48                | —                 | —                 | - HQ: 139.453   | I Got a Boy                   |
| "Express 999"                                                                               | 2013      | 14                | 35                | —                 | —                 | - HQ: 292.000   | I Got a Boy                   |
| "Lost in Love"                                                                              | 2013      | 30                | 45                | —                 | —                 | - HQ: 172.408   | I Got a Boy                   |
| "Look At Me"                                                                                | 2013      | 41                | 67                | —                 | —                 | - HQ: 110.080   | I Got a Boy                   |
| "XYZ"                                                                                       | 2013      | 42                | 76                | —                 | —                 | - HQ: 103.888   | I Got a Boy                   |
| "Romantic St."                                                                              | 2013      | 38                | 56                | —                 | 22                | - HQ: 129.336   | I Got a Boy                   |
| "Goodbye"                                                                                   | 2014      | 10                | 23                | —                 | —                 | - HQ: 292.000   | Mr.Mr.                        |
| "Wait a Minute"                                                                             | 2014      | 18                | 43                | —                 | —                 | - HQ: 194.060   | Mr.Mr.                        |
| "Back Hug"                                                                                  | 2014      | 24                | 62                | —                 | —                 | - HQ: 83.250    | Mr.Mr.                        |
| "Europa"                                                                                    | 2014      | 25                | 64                | —                 | —                 | - HQ: 81.771    | Mr.Mr.                        |
| "Soul"                                                                                      | 2014      | 33                | 83                | —                 | —                 | - HQ: 72.647    | Mr.Mr.                        |
| "Girls"                                                                                     | 2015      | 152               | —                 | —                 | 7                 |                 | Bài hát không nằm trong album |
| "Check"                                                                                     | 2015      | 27                | —                 | 90                | 9                 | - HQ: 93.873    | Lion Heart                    |
| "Green Light"                                                                               | 2015      | —                 | —                 | —                 | —                 | - HQ: 27.826    | Lion Heart                    |
| "One Afternoon"                                                                             | 2015      | —                 | —                 | —                 | —                 | - HQ: 25.358    | Lion Heart                    |
| "Paradise"                                                                                  | 2015      | —                 | —                 | —                 | —                 | - HQ: 22.614    | Lion Heart                    |
| "Bump It"                                                                                   | 2015      | —                 | —                 | —                 | —                 | - HQ: 22.606    | Lion Heart                    |
| "Fire Alarm"                                                                                | 2015      | —                 | —                 | —                 | —                 | - HQ: 22.553    | Lion Heart                    |
| "Talk Talk"                                                                                 | 2015      | —                 | —                 | —                 | —                 | - HQ: 20.299    | Lion Heart                    |
| "FAN"                                                                                       | 2017      | —                 | —                 | —                 | —                 | - HQ: 16.389    | Holiday Night                 |
| Tiếng Nhật                                                                                  |           |                   |                   |                   |                   |                 |                               |
| "Bad Girl"                                                                                  | 2011      | 145               | —                 | —                 | —                 |                 | Girls' Generation (2011)      |
| "Let It Rain"                                                                               | 2011      | —                 | —                 | 62                | —                 |                 | Girls' Generation (2011)      |
| "All My Love Is for You"                                                                    | 2012      | —                 | —                 | 21                | —                 |                 | Girls & Peace                 |
| "Linguafranc"                                                                               | 2013      | 59                | —                 | —                 | —                 |                 | Love & Peace                  |
| "Gossip Girls"                                                                              | 2013      | 41                | —                 | —                 | —                 |                 | Love & Peace                  |
| "Everyday Love"                                                                             | 2013      | 45                | —                 | —                 | —                 |                 | Love & Peace                  |
| "Lips"                                                                                      | 2013      | 46                | —                 | —                 | —                 |                 | Love & Peace                  |
| "Motorcycle"                                                                                | 2013      | 48                | —                 | —                 | —                 |                 | Love & Peace                  |
| "Flyers"                                                                                    | 2013      | 49                | —                 | —                 | —                 |                 | Love & Peace                  |
| "Karma Butterfly"                                                                           | 2013      | 52                | —                 | —                 | —                 |                 | Love & Peace                  |
| "Beep Beep"                                                                                 | 2013      | 90                | —                 | —                 | —                 |                 | Love & Peace                  |
| "Do the Catwalk"                                                                            | 2013      | 56                | —                 | —                 | —                 |                 | Love & Peace                  |
| "—" cho biết bài hát không lọt vào bảng xếp hạng hoặc không được phát hành tại khu vực này. |           |                   |                   |                   |                   |                 |                               |

## Sự xuất hiện khác
| Tên                      | Năm  | Nghệ sĩ khác | Album                                     |
| ------------------------ | ---- | ------------ | ----------------------------------------- |
| "Touch the Sky"          | 2007 | Không có     | Thirty Thousand Miles in Search of My Son |
| "Only Love"              | 2007 | SM Town      | 2007 Winter SMTown – Only Love            |
| "Love Melody"            | 2007 | Không có     | 2007 Winter SMTown – Only Love            |
| "Jak Eun Bae"            | 2008 | Không có     | Hong Gil-dong                             |
| "Oppa Nappa (Hate-Love)" | 2008 | Roommate     | RoomMate 1st Mini Album - EP              |
| "Lallalla"               | 2008 | Yoon Sang    | Yoon Sang Song Book: Play with Him        |
| "Motion"                 | 2009 | Không có     | Heading to the Ground                     |
| "Diamond"                | 2011 | Không có     | 2011 Winter SMTown – The Warmest Gift     |
| "Find Your Soul"         | 2013 | Không có     | Bài hát không nằm trong album             |
| "Cheap Creeper"          | 2014 | Không có     | Make Your Move                            |